# 모토닉
모토닉은 LPG 차량용 부품을 주력으로 생산하는 코스피 상장 기업이다. LPI 시스템과 스로틀바디를 주력 매출품목으로 하고 있다.

## 제품
모토닉은 본래 자동차 부품인 캬브레타(carburetor) 및 다이캐스트(정밀 주조)를 생산하기 위해 1974년 세워졌다. 그 후 LPI 시스템, EGR 밸브 및 CVVL 등 밸브류, 흡기계, 파워클러치 등 다양한 부품을 생산하게 되었다.
현재 가장 많은 매출을 올리고 있는 것은 LPI 시스템이다. LPI 시스템은 기존의 LPG 엔진에서 한단계 진화한 엔진으로, 연료를 기체 상태가 아닌 액체 상태로 사용함으로써 엔진의 효율과 신뢰성을 높여준다.
EGR 밸브는 높은 온도일 때 발생되는 NOx(Nitrogen Oxides, 질소산화물)을 억제해주는 장치이다.

## 사업
이 회사 제품은 거의 전량 현대자동차와 기아자동차에 OEM으로 납품된다. 따라서 매출은 현대자동차와 기아자동차의 실적에 전적으로 좌우된다.
모토닉은 해당 분야에서 기술력이 뛰어나고 보유 현금이 많은 회사로 알려져 있다. 그러나 제품을 전량 OEM 생산하기 때문에 대중에는 인지도가 없다.
매출구성은 LPI 시스템 30%, D/PIPE 20%, 파워클러치 10%, 오일펌프 8%등으로 이루어진다.

## 참고 문헌
- 다음 증권
- 모토닉 공식 홈페이지
- 모토닉,신제품 개발로 시동 '부릉' - 아이투자 Oct 27, 2010

1. ↑  모토닉, 기술력·현금 부자… 우량기업을 찾아서 - 장성욱 만나인베스트먼트 박사, SBS CNBC 2012-11-21